# 涅格列比夫卡
50°26′23″N 29°24′7″E / 50.43972°N 29.40194°E
涅格列比夫卡（烏克蘭語：Негребівка）是烏克蘭北部的村莊，隸屬日托米爾州的日托米爾區。該村處於比爾卡河畔，面積0.54平方公里，海拔高度161米，2001年人口数71。